# Escarnio de Cristo (Grünewald)
El Escarnio de Cristo (en alemán, Die Verspottung Christi) es un cuadro del pintor alemán Matthias Grünewald. Mide 109 cm de alto, y 73,5 cm de ancho. Está pintado al temple y óleo sobre panel de madera. Se encuentra en la Alte Pinakothek de Múnich (Alemania).
Es una de sus primeras obras, realizada hacia el año 1503; de hecho, es la más antigua cuya autoría no es controvertida.
Jesús de Nazaret se sienta, con los ojos vendados. Tiene los brazos y las manos atados con una cuerda. Recibe indefenso los golpes de los siervos: un verdugo, delante de él, tira de la cuerda; otro, detrás, alza el puño para pegarle al mismo tiempo que le tira del pelo. Por la derecha se añade a la escena un hombre, que lleva un bastón en su mano izquierda y con la derecha hace ademán de abofetear a Cristo. En el hombro de este verdugo apoya su mano otro hombre, más viejo, que parece estar hablándole. En el fondo de la imagen hay otros tres hombres: a la izquierda se ve a un músico tocar la flauta al tiempo que golpea el tambor. El más joven de los otros dos hombres parece indiferente, casi alegre. El tercero, del que sólo se ve con claridad la cabeza en el borde derecho del cuadro, aparece con el rostro desconsolado.
Domina el cuadro la fuerza de las emociones. La escena tiene un dramatismo hasta entonces inédito. Los rostros de los verdugos sólo expresan brutalidad, de modo casi caricaturesco, lo que recuerda a obras atribuidas al Bosco como Cristo con la cruz a cuestas y a los estudios fisonómicos de Leonardo (Cabezas grotescas).

## Detalles del cuadro

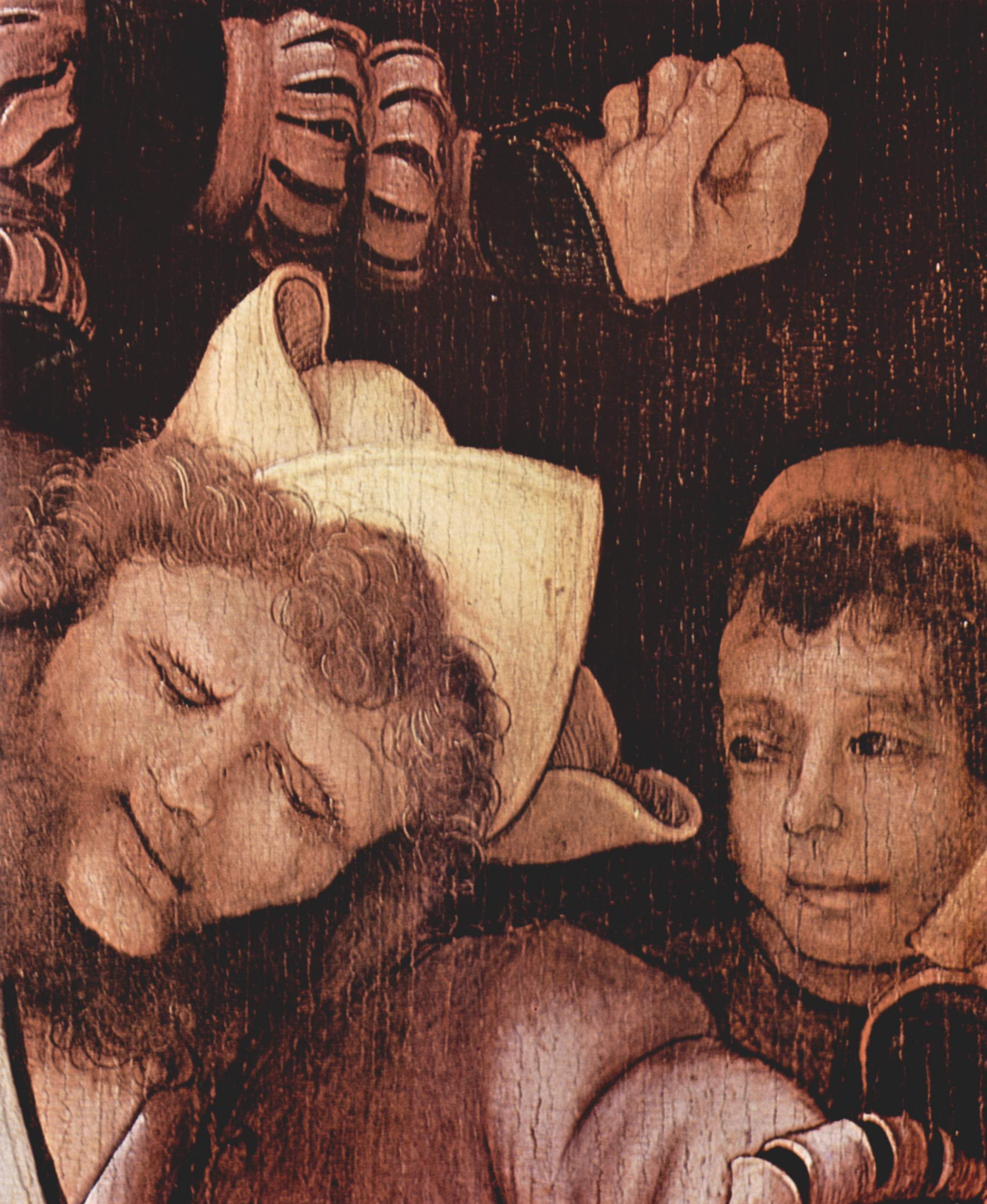
Detalle del verdugo que lo sujeta del cabello
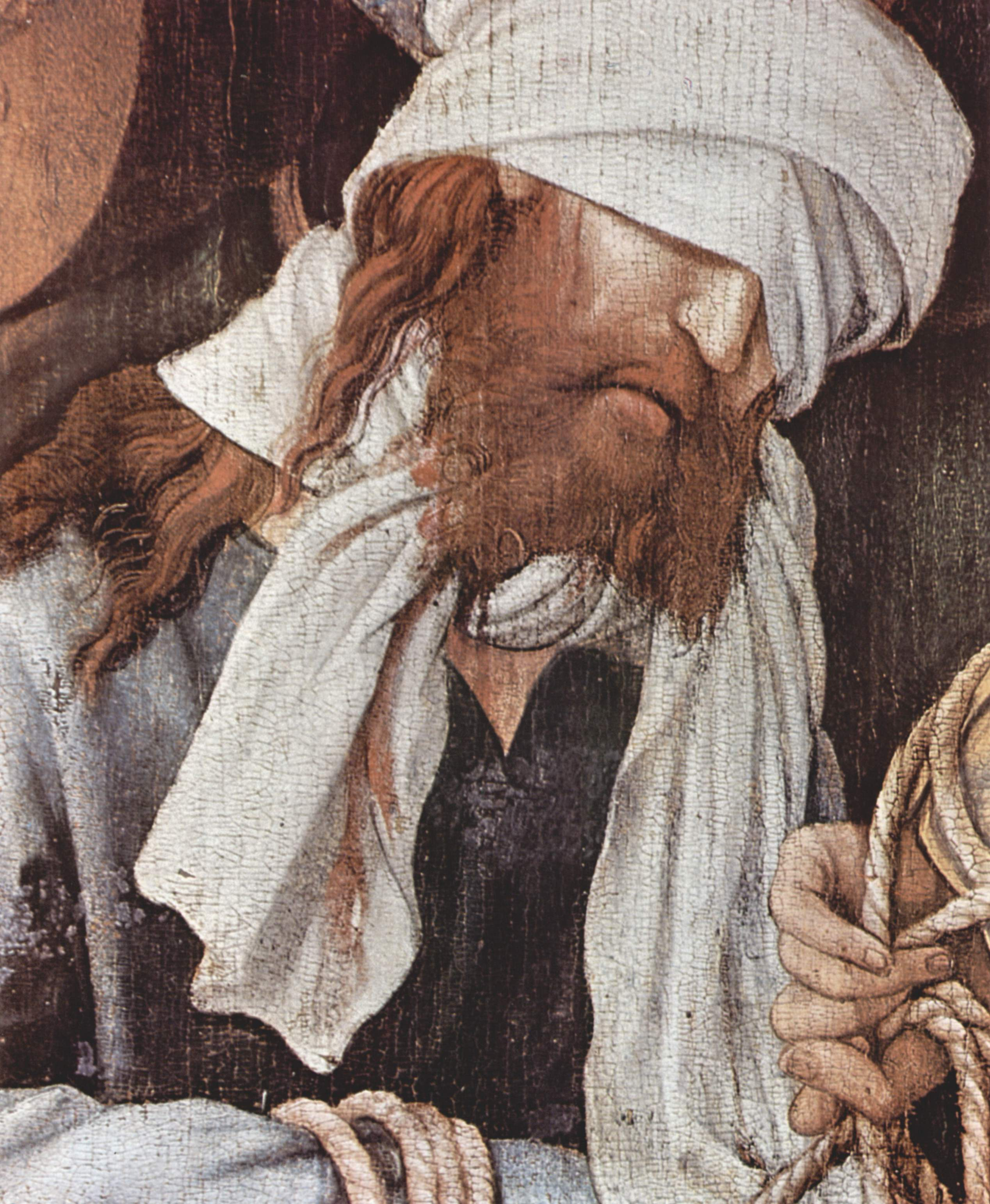
Detalle del rostro de Cristo